# Zidoninae
Zidoninae is een onderfamilie van weekdieren uit de klasse van de Gastropoda (slakken).

## Geslachten
- Alcithoe H. Adams & A. Adams, 1853
- Mauira Marwick, 1943 †
- Mauithoe Finlay, 1930 †
- Metamelon Marwick, 1926 †
- Pachymelon Marwick, 1926 †
- Provocator Watson, 1882
- Spinomelon Marwick, 1926
- Teremelon Marwick, 1926 †
- Zidona H. Adams & A. Adams, 1853
- Zygomelon Harasewych & Marshall, 1995